# Campeonato Europeo de Baloncesto Masculino de 2003
El XXXIII Campeonato Europeo de Baloncesto Masculino se celebró en Suecia entre el 5 y el 14 de septiembre de 2003 bajo la denominación Eurobasket 2003.
Un total de 16 países europeos compitieron por el título, cuyo anterior portador era la selección nacional de Yugoslavia.
Los dieciséis equipos participantes en el Eurobasket fueron: Francia, Eslovenia, Italia, Bosnia, Lituania, Alemania, Israel, Letonia, España, Rusia, Serbia y Montenegro, Suecia, Grecia, Turquía, Croacia y Ucrania.
El campeón fue Lituania, que derrotó a España en la final. De esta manera, los lituanos clasificaron a los Juegos Olímpicos de Atenas 2004 y representaron a Europa en el FIBA Diamond Ball 2004.[cita requerida]

## Sedes
| Grupo      | Ciudad     | Instalación          | Capacidad |
| ---------- | ---------- | -------------------- | --------- |
| A          | Borås      | Boråshallen          | 3.000     |
| B          | Norrköping | Himmelstalundshallen | 4.280     |
| C          | Södertälje | Scaniarinken         | 7.250     |
| D          | Luleå      | Coop Arena           | 6.500     |
| Fase final | Estocolmo  | Globen Arena         | 13.850    |

## Grupos
| Grupo A              | Grupo B  | Grupo C             | Grupo D |
| -------------------- | -------- | ------------------- | ------- |
| Francia              | Lituania | España              | Grecia  |
| Eslovenia            | Alemania | Rusia               | Turquía |
| Italia               | Israel   | Serbia y Montenegro | Croacia |
| Bosnia y Herzegovina | Letonia  | Suecia              | Ucrania |

## Sistema de clasificación
Los 16 equipos se dividieron en 4 grupos, cuyos campeones pasaron directamente a la ronda de cuartos de final, mientras que los segundos y terceros de cada grupo jugaron un partido extra entre ellos para completar las plazas de los cuartos.

## Primera fase

### Grupo A
| Equipo               | J | G | P | T+  | T-  | DT  | PTS |
| -------------------- | - | - | - | --- | --- | --- | --- |
| Francia              | 3 | 3 | 0 | 271 | 210 | +61 | 6   |
| Eslovenia            | 3 | 2 | 1 | 232 | 217 | +15 | 5   |
| Italia               | 3 | 1 | 2 | 199 | 234 | -35 | 4   |
| Bosnia y Herzegovina | 3 | 0 | 3 | 210 | 251 | -41 | 3   |

- Resultados

| Fecha    | Partido¹             | Partido¹ | Partido¹             | Resultado |
| -------- | -------------------- | -------- | -------------------- | --------- |
| 05.09.03 | Eslovenia            | -        | Italia               | 77-67     |
| 05.09.03 | Francia              | -        | Bosnia y Herzegovina | 98-76     |
| 06.09.03 | Bosnia y Herzegovina | -        | Eslovenia            | 62-73     |
| 06.09.03 | Italia               | -        | Francia              | 52-85     |
| 07.09.03 | Eslovenia            | -        | Francia              | 82-88     |
| 07.09.03 | Bosnia y Herzegovina | -        | Italia               | 72-80     |

- (¹) -  Todos en Borås

### Grupo B
| Equipo   | J | G | P | T+  | T-  | DT  | PTS |
| -------- | - | - | - | --- | --- | --- | --- |
| Lituania | 3 | 3 | 0 | 279 | 224 | +55 | 6   |
| Alemania | 3 | 2 | 1 | 251 | 260 | -9  | 5   |
| Israel   | 3 | 1 | 2 | 234 | 255 | -21 | 4   |
| Letonia  | 3 | 0 | 3 | 252 | 277 | -25 | 3   |

- Resultados

| Fecha    | Partido¹ | Partido¹ | Partido¹ | Resultado |
| -------- | -------- | -------- | -------- | --------- |
| 05.09.03 | Alemania | -        | Israel   | 86-81     |
| 05.09.03 | Lituania | -        | Letonia  | 92-91     |
| 06.09.03 | Letonia  | -        | Alemania | 86-94     |
| 06.09.03 | Israel   | -        | Lituania | 62-94     |
| 07.09.03 | Lituania | -        | Alemania | 93-71     |
| 07.09.03 | Israel   | -        | Letonia  | 91-75     |

- (¹) -  Todos en Norrköping

### Grupo C
| Equipo              | J | G | P | T+  | T-  | DT  | PTS |
| ------------------- | - | - | - | --- | --- | --- | --- |
| España              | 3 | 3 | 0 | 263 | 196 | +67 | 6   |
| Rusia               | 3 | 2 | 1 | 264 | 240 | +24 | 5   |
| Serbia y Montenegro | 3 | 1 | 2 | 225 | 238 | -13 | 4   |
| Suecia              | 3 | 0 | 3 | 191 | 269 | -78 | 3   |

- Resultados

| Fecha    | Partido¹            | Partido¹ | Partido¹            | Resultado |
| -------- | ------------------- | -------- | ------------------- | --------- |
| 05.09.03 | Serbia y Montenegro | -        | Rusia               | 80-95     |
| 05.09.03 | España              | -        | Suecia              | 99-52     |
| 06.09.03 | Rusia               | -        | España              | 77-89     |
| 06.09.03 | Suecia              | -        | Serbia y Montenegro | 68-78     |
| 07.09.03 | Serbia y Montenegro | -        | España              | 67-75     |
| 07.09.03 | Suecia              | -        | Rusia               | 71-92     |

- (¹) -  Todos en Södertälje

### Grupo D
| Equipo  | J | G | P | T+  | T-  | DT  | PTS |
| ------- | - | - | - | --- | --- | --- | --- |
| Grecia  | 3 | 3 | 0 | 231 | 219 | +12 | 6   |
| Turquía | 3 | 2 | 1 | 222 | 216 | +6  | 5   |
| Croacia | 3 | 1 | 2 | 241 | 223 | +18 | 4   |
| Ucrania | 3 | 0 | 3 | 213 | 249 | -36 | 3   |

- Resultados

| Fecha    | Partido¹ | Partido¹ | Partido¹ | Resultado |
| -------- | -------- | -------- | -------- | --------- |
| 05.09.03 | Ucrania  | -        | Turquía  | 69-77     |
| 05.09.03 | Grecia   | -        | Croacia  | 77-76     |
| 06.09.03 | Croacia  | -        | Ucrania  | 93-71     |
| 06.09.03 | Turquía  | -        | Grecia   | 70-75     |
| 07.09.03 | Grecia   | -        | Ucrania  | 79-73     |
| 07.09.03 | Turquía  | -        | Croacia  | 75-72     |

- (¹) -  Todos en Luleå

## Eliminatoria (Segunda fase)
| Fecha    | Sede       | Partido   | Partido | Partido             | Resultado |
| -------- | ---------- | --------- | ------- | ------------------- | --------- |
| 08.09.03 | Luleå      | Eslovenia | -       | Israel              | 76-78     |
| 08.09.03 | Norrköping | Alemania  | -       | Italia              | 84-86     |
| 08.09.03 | Södertälje | Rusia     | -       | Croacia             | 81-77     |
| 08.09.03 | Borås      | Turquía   | -       | Serbia y Montenegro | 76-80     |

## Fase final
Todos los partidos de la fase final se disputaron en Estocolmo.
|  | Cuartos de final      | Cuartos de final      |          |         | Semifinales      | Semifinales      |  |          | Final            | Final            |  |
|  | 10 y 11 de septiembre | 10 y 11 de septiembre |          |         | 13 de septiembre | 13 de septiembre |  |          | 14 de septiembre | 14 de septiembre |  |
|  |                       |                       |          |         |                  |                  |  |          |                  |                  |  |
|  |                       |                       |          |         |                  |                  |  |          |                  |                  |  |
|  | Francia               | 76                    |          |         |                  |                  |  |          |                  |                  |  |
|  | Francia               | 76                    |          |         |                  |                  |  |          |                  |                  |  |
|  | Rusia                 | 69                    |          |         |                  |                  |  |          |                  |                  |  |
|  | Rusia                 | 69                    |          | Francia | 70               |                  |  |          |                  |                  |  |
|  |                       |                       |          | Francia | 70               |                  |  |          |                  |                  |  |
|  |                       |                       | Lituania | 74      |                  |                  |  |          |                  |                  |  |
|  | Lituania              | 98                    | Lituania | 74      |                  |                  |  |          |                  |                  |  |
|  | Lituania              | 98                    |          |         |                  |                  |  |          |                  |                  |  |
|  | Serbia y Montenegro   | 82                    |          |         |                  |                  |  |          |                  |                  |  |
|  | Serbia y Montenegro   | 82                    |          |         |                  |                  |  | Lituania | 93               |                  |  |
|  |                       |                       |          |         |                  |                  |  | Lituania | 93               |                  |  |
|  |                       |                       | España   | 84      |                  |                  |  |          |                  |                  |  |
|  | España                | 78                    | España   | 84      |                  |                  |  |          |                  |                  |  |
|  | España                | 78                    |          |         |                  |                  |  |          |                  |                  |  |
|  | Israel                | 64                    |          |         |                  |                  |  |          |                  |                  |  |
|  | Israel                | 64                    |          | España  | 81               |                  |  |          |                  |                  |  |
|  |                       |                       |          | España  | 81               |                  |  |          |                  |                  |  |
|  |                       |                       | Italia   | 79      |                  |                  |  |          |                  |                  |  |
|  | Grecia                | 59                    | Italia   | 79      |                  |                  |  |          |                  |                  |  |
|  | Grecia                | 59                    |          |         |                  |                  |  |          |                  |                  |  |
|  | Italia                | 62                    |          |         |                  |                  |  |          |                  |                  |  |
|  | Italia                | 62                    |          |         |                  |                  |  |          |                  |                  |  |
|  |                       |                       |          |         |                  |                  |  |          |                  |                  |  |

### Cuartos de final
| Fecha    | Partido  | Partido | Partido             | Resultado |
| -------- | -------- | ------- | ------------------- | --------- |
| 10.09.03 | Francia  | -       | Rusia               | 76-69     |
| 10.09.03 | Lituania | -       | Serbia y Montenegro | 98-82     |
| 11.09.03 | España   | -       | Israel              | 78-64     |
| 11.09.03 | Grecia   | -       | Italia              | 59-62     |

### Semifinales (Puestos del 5º al 8º)
| Fecha    | Partido | Partido | Partido             | Resultado |
| -------- | ------- | ------- | ------------------- | --------- |
| 12.09.03 | Rusia   | -       | Serbia y Montenegro | 77-86     |
| 12.09.03 | Israel  | -       | Grecia              | 56-63     |

### Semifinales
| Fecha    | Partido | Partido | Partido  | Resultado |
| -------- | ------- | ------- | -------- | --------- |
| 13.09.03 | Francia | -       | Lituania | 70-74     |
| 13.09.03 | España  | -       | Italia   | 81-79     |

### Séptimo puesto
| Fecha    | Partido | Partido | Partido | Resultado |
| -------- | ------- | ------- | ------- | --------- |
| 14.09.03 | Rusia   | -       | Israel  | 82-89     |

### Quinto puesto
| Fecha    | Partido             | Partido | Partido | Resultado |
| -------- | ------------------- | ------- | ------- | --------- |
| 14.09.03 | Serbia y Montenegro | -       | Grecia  | 64-72     |

### Tercer puesto
| Fecha    | Partido | Partido | Partido | Resultado |
| -------- | ------- | ------- | ------- | --------- |
| 14.09.03 | Francia | -       | Italia  | 67-69     |

### Final
| Fecha    | Partido  | Partido | Partido | Resultado |
| -------- | -------- | ------- | ------- | --------- |
| 14.09.03 | Lituania | -       | España  | 93-84     |

## Medallero
|          |        |        |
| Lituania | España | Italia |

## Clasificación final
| 1. Lituania              |
| 2. España                |
| 3. Italia                |
| 4. Francia               |
| 5. Grecia                |
| 6. Serbia y Montenegro   |
| 7. Israel                |
| 8. Rusia                 |
| 9. Eslovenia             |
| 10. Turquía              |
| 11. Alemania             |
| 12. Croacia              |
| 13. Letonia              |
| 14. Ucrania              |
| 15. Bosnia y Herzegovina |
| 16. Suecia               |

## Trofeos individuales
- MVP

 Sarunas Jasikevicius
- Anotadores del torneo

|    | Jugador             | Puntos | Partidos | Puntos por partido |
| -- | ------------------- | ------ | -------- | ------------------ |
| 1  | Pau Gasol           | 155    | 6        | 25,8               |
| 2  | Andrei Kirilenko    | 139    | 6        | 23,2               |
| 3  | Dirk Nowitzki       | 90     | 4        | 22,5               |
| 4  | Mehmet Okur         | 75     | 4        | 18,8               |
| 5  | Predrag Stojaković  | 75     | 4        | 18,8               |
| 6  | Tony Parker         | 108    | 6        | 18,0               |
| 7  | Ibrahim Kutluay     | 68     | 4        | 17,0               |
| 8  | Damir Mulaomerović  | 66     | 4        | 16,5               |
| 9  | Juan Carlos Navarro | 97     | 6        | 16,2               |
| 10 | Arvydas Macijauskas | 95     | 6        | 15,8               |

## Cuatro primeros clasificados
- Medalla de Oro. Lituania:

Giedrius Gustas, Mindaugas Žukauskas, Arvydas Macijauskas, Saulius Štombergas, Ramūnas Šiškauskas, Darius Songaila, Donatas Slanina, Eurelijus Žukauskas, Kšyštof Lavrinovič, Šarūnas Jasikevičius, Dainius Šalenga, Virginijus Praškevičius. Entrenador: Antanas Sireika
- Medalla de Plata. España:

Pau Gasol, Roger Grimau, Carles Marco, Juan Carlos Navarro, José Manuel Calderón, Felipe Reyes, Carlos Jiménez, Alberto Herreros, Rodrigo de la Fuente, Antonio Bueno, Alfonso Reyes Cabanas, Jorge Garbajosa. Entrenador: Moncho López
- Medalla de Bronce. Italia:

Nikola Radulović, Gianluca Basile, Giacomo Galanda, Matteo Soragna, Denis Marconato, Alessandro De Pol, Alex Righetti, Davide Lamma, Massimo Bulleri, Michele Mian, Roberto Chiacig, Alessandro Cittadini. Entrenador: Carlo Recalcati
- Cuarto puesto. Francia:

Moustapha Sonko, Tariq Abdul-Wahad, Jérôme Moïso, Laurent Foirest, Alain Digbeu, Tony Parker, Makan Dioumassi, Florent Piétrus, Cyril Julian, Boris Diaw, Thierry Rupert, Ronny Turiaf. Entrenador: Alain Weisz
| Predecesor: Turquía 2001 | Eurobasket XXXIII edición | Sucesor: Serbia y Montenegro 2005 |

- Datos: Q520623